# 安日赖
安日赖（法語：Aingeray，法語發音：[ɛ̃ʒʁɛ]）是法国默尔特-摩泽尔省的一个市镇，位于该省中南部，属于图勒区。

## 地理
安日赖（48°44'20"N, 6°0'6"E）面积12.79 平方千米，位于法国大東部大區默尔特-摩泽尔省，该省份为法国东北部内陆省份，是洛林的一部分，北邻比利时、卢森堡，北起顺时针与摩泽尔省、下莱茵省、孚日省和默兹省接壤。
与安日赖接壤的市镇（或旧市镇、城区）包括：摩泽尔河畔丰特努瓦、利韦丹、维莱圣艾蒂安、布瓦德艾。

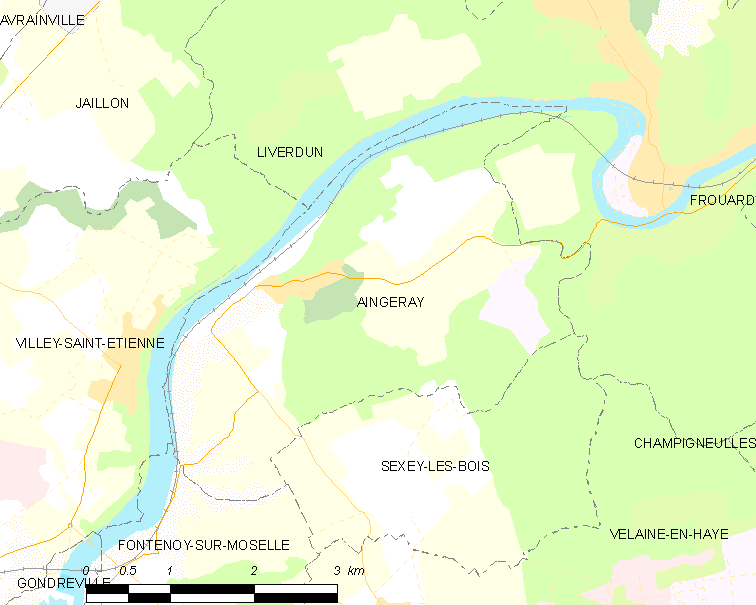
安日赖的OSM定位图

安日赖的时区为UTC+01:00、UTC+02:00（夏令时）。

## 行政
安日赖的邮政编码为54460，INSEE市镇编码为54007。

## 政治
安日赖所属的省级选区为北图卢瓦县。

## 人口

1962-2008年间安日赖人口变化图示

安日赖于2022年1月1日时的人口数量为538人。